# .ga
‎.ga‏ دامنه اینترنتی اختصاص داده شده به گابون است.